# 1995-ös magyar úszóbajnokság
Az 1995-ös magyar úszóbajnokságot – amely a 97. magyar bajnokság volt – júliusban rendezték meg Budapesten, a Komjádi Béla Sportuszodában

## Eredmények

### Férfiak
| Versenyszám            | Arany                                                            | Arany    | Ezüst                                                                       | Ezüst    | Bronz                                                                       | Bronz    |
| ---------------------- | ---------------------------------------------------------------- | -------- | --------------------------------------------------------------------------- | -------- | --------------------------------------------------------------------------- | -------- |
| 50 m gyorsúszás        | Czene Attila Sport + SE                                          | 23,36    | Szabados Béla Békéscsabai Előre UK                                          | 23,65    | Zubor Attila Sport + SE                                                     | 23,98    |
| 100 m gyorsúszás       | Czene Attila Sport + SE                                          | 50,53    | Szabados Béla Békéscsabai Előre UK                                          | 51,01    | Zubor Attila Sport + SE                                                     | 51,06    |
| 200 m gyorsúszás       | Czene Attila Sport + SE                                          | 1:49,17  | Szabados Béla Békéscsabai Előre UK                                          | 1:50,43  | Zubor Attila Sport + SE                                                     | 1:52,79  |
| 400 m gyorsúszás       | Czene Attila Sport + SE                                          | 3:57,48  | Horváth Péter Sport + SE                                                    | 4:00,98  | Ágh Olivér Csik Ferenc DSE                                                  | 4:03,91  |
| 1500 m gyorsúszás      | Czene Attila Sport + SE                                          | 16:07,61 | Schönek András Veszprémi UK                                                 | 16:23,23 | Fialkov Laurie Bp. Spartacus                                                | 16:35,94 |
| 100 m hátúszás         | Horváth Péter Sport + SE                                         | 57,78    | Deutsch Tamás Bp. Honvéd                                                    | 57,92    | Ágh Olivér Csik Ferenc DSE                                                  | 59,78    |
| 200 m hátúszás         | Deutsch Tamás Bp. Honvéd                                         | 2:02,93  | Ágh Olivér Csik Ferenc DSE                                                  | 2:04,51  | Horváth Péter Sport + SE                                                    | 2:05,68  |
| 100 m mellúszás        | Rózsa Norbert Sport + SE                                         | 1:02,68  | Güttler Károly Bp. Spartacus                                                | 1:02,86  | Zubor Attila Sport + SE                                                     | 1:04,21  |
| 200 m mellúszás        | Rózsa Norbert Sport + SE                                         | 2:15,47  | Güttler Károly Bp. Spartacus                                                | 2:16,86  | Kovács Vilmos Ferencvárosi TC                                               | 2:18,21  |
| 100 m pillangóúszás    | Czene Attila Sport + SE                                          | 54:43    | Horváth Péter Sport + SE                                                    | 54,94    | Szabados Béla Békéscsabai Előre UK                                          | 55,57    |
| 200 m pillangóúszás    | Czene Attila Sport + SE                                          | 1:59,69  | Szabados Béla Békéscsabai Előre UK                                          | 2:01,48  | Horváth Péter Sport + SE                                                    | 2:02,03  |
| 200 m vegyesúszás      | Czene Attila Sport + SE                                          | 2:02,92  | Zubor Attila Sport + SE                                                     | 2:04,94  | Ágh Olivér Csik Ferenc DSE                                                  | 2:08,25  |
| 400 m vegyesúszás      | Czene Attila Sport + SE                                          | 4:25,16  | Ágh Olivér Csik Ferenc DSE                                                  | 4:32,21  | Kiss Gergő László Bp. Spartacus                                             | 4:36,14  |
| 4 × 100 m gyorsváltó   | Sport + SE Zubor Attila Darnyi Tamás Horváth Péter Czene Attila  | 3:35,42  | Bp. Spartacus Fialkov Laurie Güttler Károly Kiss Gergő László Bánki Rajmund | 3:40,68  | Békéscsabai Előre UK Szabados Béla Truong Ngoc Tuan Tran Duy My Szabó Árpád | 3:41,34  |
| 4 × 200 m gyorsváltó   | Sport + SE Darnyi Tamás Horváth Péter Zubor Attila Czene Attila  | 7:54,13  | Békéscsabai Előre UK Szabados Béla Truong Ngoc Tuan Tran Duy My Szabó Árpád | 8:07,87  | Bp. Spartacus Bánki Rajmund Güttler Károly Kiss Gergő László Fialkov Laurie | 8:16,73  |
| 4 × 100 m vegyes váltó | Sport + SE Czene Attila Rózsa Norbert Horváth Péter Zubor Attila | 3:51,73  | Bp. Spartacus Bánki Rajmund Güttler Károly Kiss Gergő László Fialkov Laurie | 3:59,01  | Csik Ferenc DSE Ágh Olivér Áldott Tibor Kovács Péter Unghváry Gergely       | 4:02,51  |

### Nők
| Versenyszám            | Arany                                                                       | Arany   | Ezüst                                                                          | Ezüst   | Bronz                                                                | Bronz   |
| ---------------------- | --------------------------------------------------------------------------- | ------- | ------------------------------------------------------------------------------ | ------- | -------------------------------------------------------------------- | ------- |
| 50 m gyorsúszás        | Klocker Edit Bajai VSC                                                      | 26,91   | Lakos Gyöngyvér Ferencvárosi TC                                                | 27,04   | Fábián Katalin Bp. Spartacus                                         | 27,58   |
| 100 m gyorsúszás       | Klocker Edit Bajai VSC                                                      | 57,96   | Lakos Gyöngyvér Ferencvárosi TC                                                | 58,54   | Fábián Katalin Bp. Spartacus                                         | 1:00,05 |
| 200 m gyorsúszás       | Egerszegi Krisztina Bp. Spartacus                                           | 2:03,65 | Klocker Edit Bajai VSC                                                         | 2:03,93 | Lakos Gyöngyvér Ferencvárosi TC                                      | 2:06,95 |
| 400 m gyorsúszás       | Fábián Katalin Bp. Spartacus                                                | 4:27,60 | Lakos Gyöngyvér Ferencvárosi TC                                                | 4:28,68 | Mázsári Judit Nyíregyházi VSC                                        | 4:33,97 |
| 800 m gyorsúszás       | Fábián Katalin Bp. Spartacus                                                | 9:16,50 | Mázsári Judit Nyíregyházi VSC                                                  | 9:22,33 | Moldvai Katalin Fűzfő AK                                             | 9:22,79 |
| 100 m hátúszás         | Egerszegi Krisztina Bp. Spartacus                                           | 1:02,31 | Klocker Edit Bajai VSC                                                         | 1:06,78 | Katatics Ida Bp. Spartacus                                           | 1:07,43 |
| 200 m hátúszás         | Egerszegi Krisztina Bp. Spartacus                                           | 2:11,90 | Kiss Anna Dunaferr SE                                                          | 2:23,81 | Kakasi Ágnes Csik Ferenc DSE                                         | 2:25,78 |
| 100 m mellúszás        | Pataky Katalin Ferencvárosi TC                                              | 1:12,87 | Urbán Luca Bp. Honvéd                                                          | 1:13,46 | Sulyok Melinda Bp. Spartacus                                         | 1:15,96 |
| 200 m mellúszás        | Pataky Katalin Ferencvárosi TC                                              | 2:36,67 | Egerszegi Krisztina Bp. Spartacus                                              | 2:40,31 | Urbán Luca Bp. Honvéd                                                | 2:40,95 |
| 100 m pillangóúszás    | Klocker Edit Bajai VSC                                                      | 1:02,81 | Egerszegi Krisztina Bp. Spartacus                                              | 1:02,93 | Petrás Nikolett Ferencvárosi TC                                      | 1:05,53 |
| 200 m pillangóúszás    | Egerszegi Krisztina Bp. Spartacus                                           | 2:14,57 | Hary Réka Csik Ferenc DSE                                                      | 2:22,58 | Lukács Linda Bp. Spartacus                                           | 2:22,77 |
| 200 m vegyesúszás      | Egerszegi Krisztina Bp. Spartacus                                           | 2:16,20 | Fábián Katalin Bp. Spartacus                                                   | 2:21,27 | Klocker Edit Bajai VSC                                               | 2:21,58 |
| 400 m vegyesúszás      | Egerszegi Krisztina Bp. Spartacus                                           | 4:44,90 | Fábián Katalin Bp. Spartacus                                                   | 5:06,75 | Boros Enikő Szombathelyi VSC                                         | 5:11,25 |
| 4 × 100 m gyors váltó  | Bp. Spartacus Fábián Katalin Nagy Marina Lukács Linda Egerszegi Krisztina   | 4:00,19 | Ferencvárosi TC Lakos Gyöngyvér Pataky Katalin Petrás Nikolett Gláser          | 4:03,83 | Csik Ferenc DSE Nyíry Anna Kakasi Ágnes Káldy Krisztina Hary Réka    | 4:06,96 |
| 4 × 200 m gyors váltó  | Bp. Spartacus Nagy Marina Lukács Linda Fábián Katalin Egerszegi Krisztina   | 8:52,57 | Dunaferr SE Dancs Ágnes Sándor Rita Debreczeni Dósa Dóra                       | 8:57,48 | Csik Ferenc DSE Kovács Georgina Hary Réka Csermely Nóra Kakasi Ágnes | 9:01,13 |
| 4 × 100 m vegyes váltó | Bp. Spartacus Egerszegi Krisztina Sulyok Melinda Nagy Marina Fábián Katalin | 4:25,30 | Ferencvárosi TC Gláser Boglárka Pataky Katalin Petrás Nikolett Lakos Gyöngyvér | 4:28,46 | Csik Ferenc DSE Kakasi Ágnes Káldy Krisztina Hary Réka Nyíry Anna    | 4:34,83 |

## Csúcsok
A bajnokság során az alábbi felnőtt csúcsok születtek:
| Esemény                      | Idő     | Név          | Csapat     | Csúcs            |
| ---------------------------- | ------- | ------------ | ---------- | ---------------- |
| Férfi 50 méteres gyorsúszás  | 23,36   | Czene Attila | Sport + SE | Országos felnőtt |
| Férfi 200 méteres gyorsúszás | 1:49,17 | Czene Attila | Sport + SE | Országos felnőtt |